# زوتی ئی۳۰
زوتی ئی۳۰ یک خودروی تمام الکتریکی است که توسط خودروساز چینی زوتی آتو در اواسط دهه ۲۰۱۰ تولید شد. یک نسخه اصلاح شده از این مدل بعداً توسط دورسن با نام دورسن ای۲۰ تولید شد.

## بررسی اجمالی

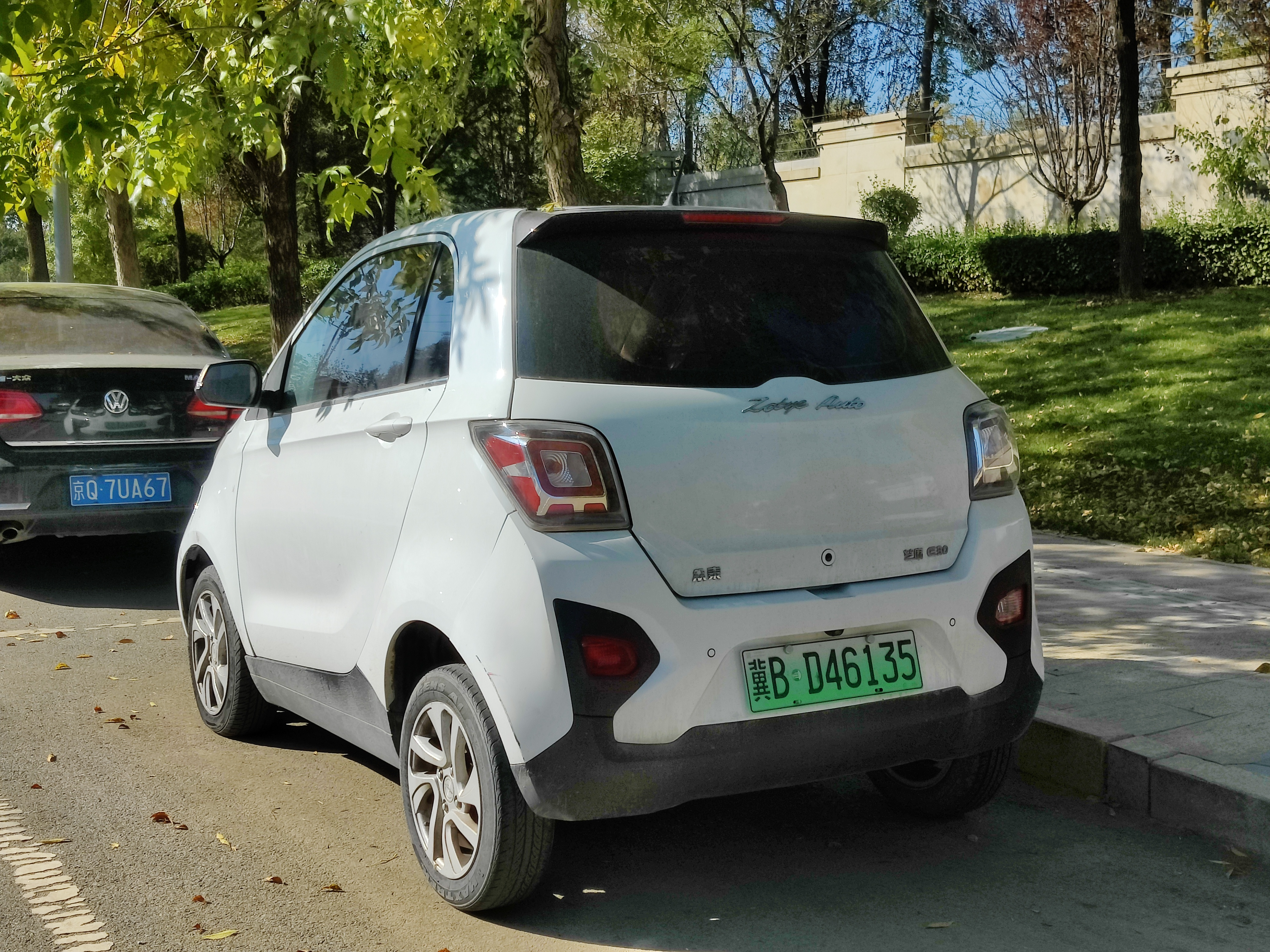
نمای زوتی ژیما ای۳۰ (عقب)

زوتی ای۳۰ در نمایشگاه خودروی شانگهای ۲۰۱۶ در چین با قیمت‌هایی بین ۱۰۹٫۸۰۰ تا ۱۱۹٫۸۰۰ یوان در آن زمان رونمایی شد.
طبق گزارش وب‌سایت رسمی، مدل زوتی ژیما ای۳۰ بعداً تحت سری محصولات دومی به زوتی دومی ژیما تغییر نام داد.
خودروی برقی شهری زوتی ژیما ای۳۰ از یک موتور الکتریکی ۴۰اسب‌بخار قدرت و ۱۵۰ نیوتن‌متر گشتاور بهره می‌برد. به گفته زوتی،
زوتی ای۳۰ حداکثر سرعت ۸۰ کیلومتر در ساعت و باتری ۱۶ کیلووات ساعتی آن حداکثر ۱۵۰ کیلومتر برد دارد.

## نگارخانه

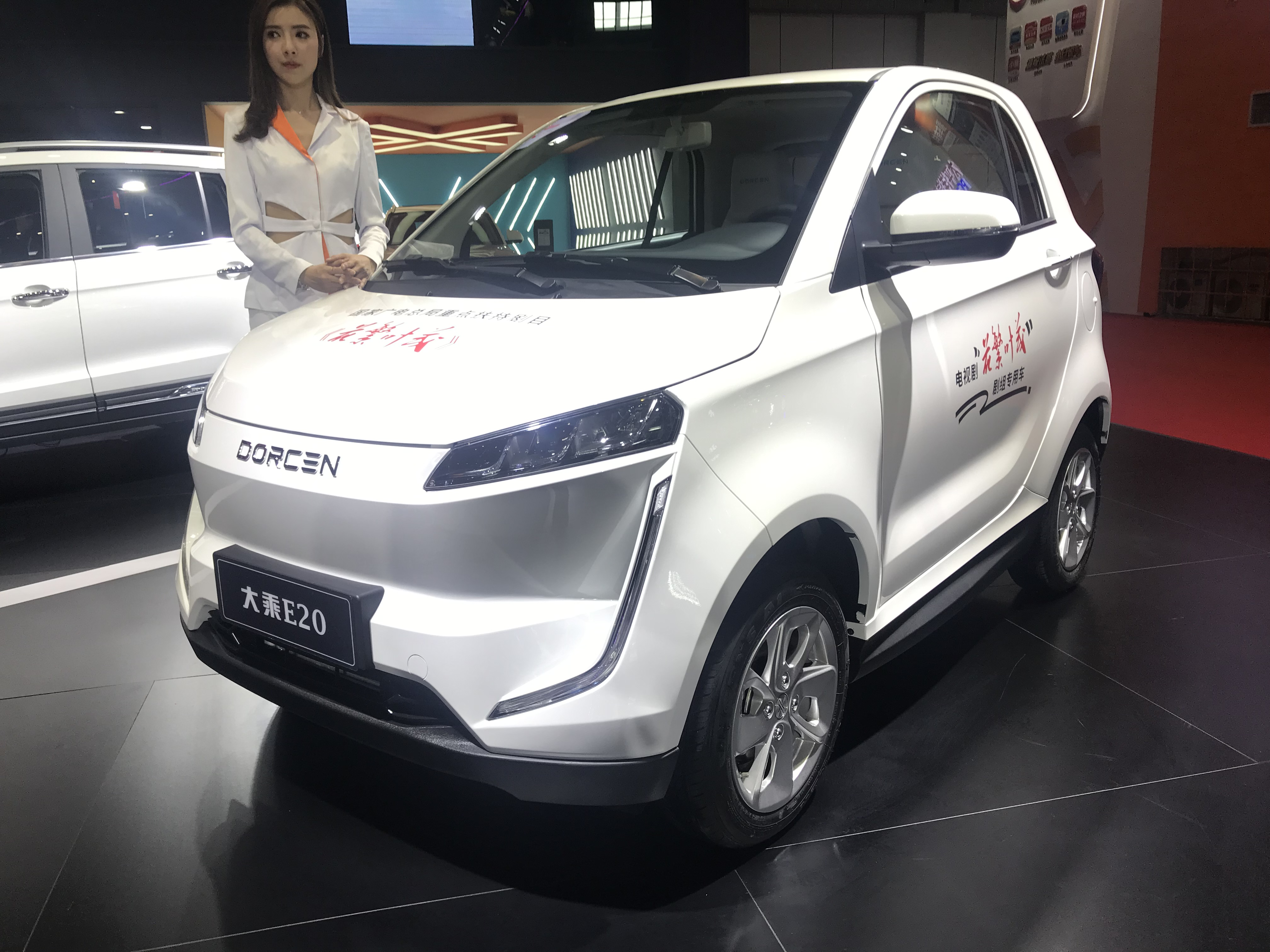
دورسن ای۲۰ (جلو)
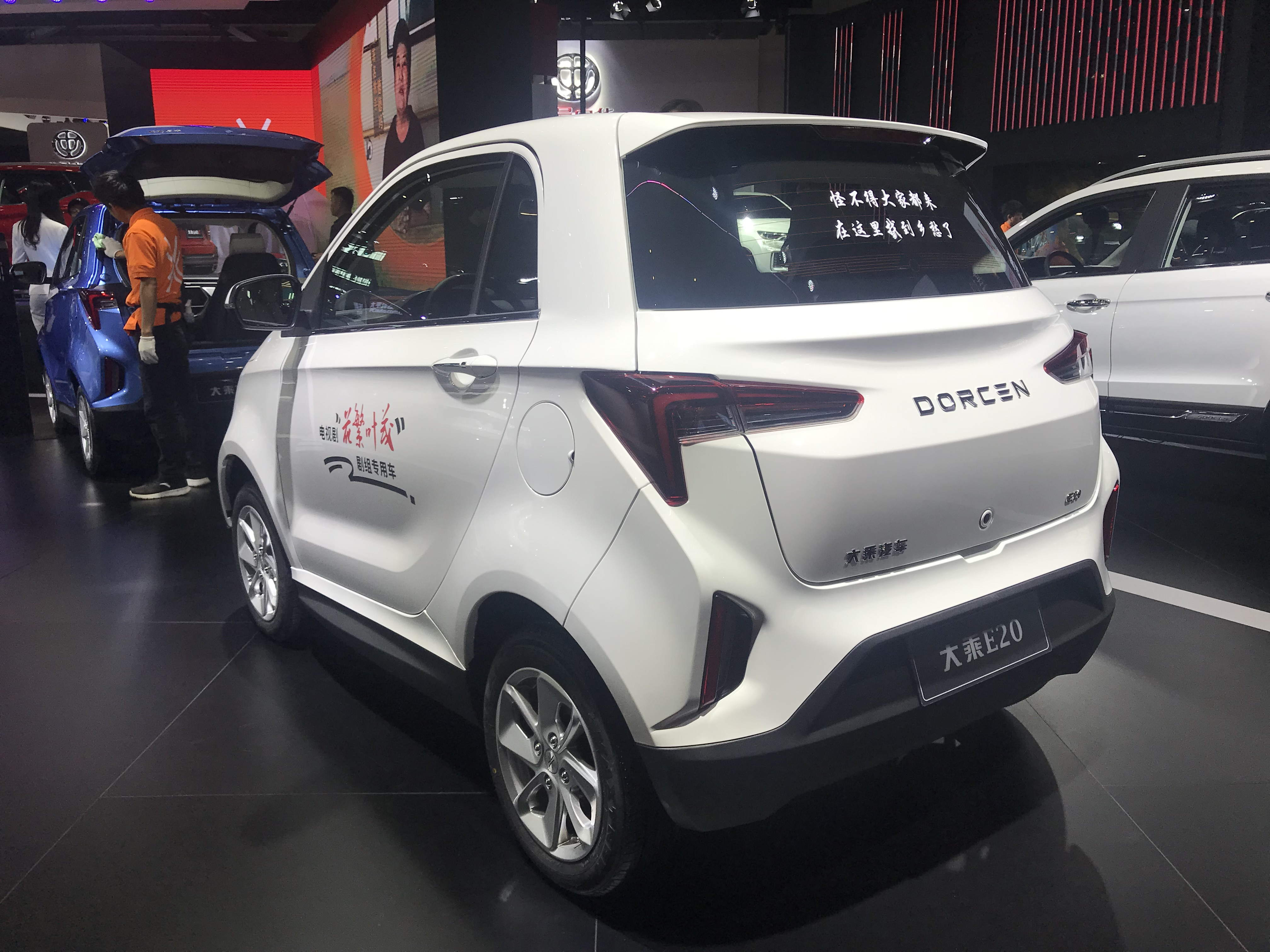
نمای دورسن ای۲۰ (عقب)